# Íris Tanja Flygenring
Íris Tanja Flygenring (12 november 1989) is een IJslandse actrice. Ze is het best bekend voor haar rol als Ása in de televisieserie Katla waarvoor ze genomineerd werd voor een "Edda Award" als beste actrice in 2022.

## Biografie
Flygenring studeerde af aan de IJslandse Kunstuniversiteit (Listaháskóli Íslands) in 2016. In 2021 was ze een hoofdpersonage in de IJslandse serie Trapped.

### Persoonlijk leven
Ze is de dochter van IJslandse acteur Valdimar Örn Flygenring. Sinds 25 oktober 2022 is ze verloofd met Elín Eyþórsdóttir van de IJslandse band Systur.

## Filmografie

### Film
| Jaar | Titel           | Rol     | Opmerkingen |
| ---- | --------------- | ------- | ----------- |
| 2020 | Iceland is Best | Fenella |             |

### Televisie
| Jaar | Titel                            | Rol    | Opmerkingen |
| ---- | -------------------------------- | ------ | ----------- |
| 2017 | Prisoners                        | Vera   |             |
| 2021 | Katla                            | Ása    |             |
| 2021 | Trapped                          | Freyja |             |
| 2022 | Entrapped                        | Freyja |             |
| 2023 | It All Comes With the Cold Water | Lara   |             |

## Prijzen en nominaties
De belangrijkste:
| Jaar | Prijs       | Categorie     | Werk  | Uitslag     |
| ---- | ----------- | ------------- | ----- | ----------- |
| 2022 | Edda Awards | Beste actrice | Katla | Genomineerd |